# Муравьёв, Василий Иванович
Васи́лий Ива́нович Муравьёв (6 февраля 1924, д. Лынвай, Ижевский уезд, Удмуртская автономная область, РСФСР, СССР — 2 февраля 2004, Ижевск, Удмуртская Республика, Россия) — слесарь-сборщик Ижевского мотозавода, ударник производства, Герой Социалистического Труда (1958). Общественный и политический деятель. Делегат XXII съезда КПСС, депутат Верховного Совета СССР 7-го и 8-го созывов.

## Биография
Василий Иванович родился 6 февраля 1924 года в крестьянской семье удмуртской деревни Лынвай (ныне — в Якшур-Бодьинском районе Удмуртской Республики). В 1939 году окончил семилетнюю школу села Старые Зятцы, после чего поступил в музыкальное училище Ижевска. После закрытия училища, связанного с началом Великой Отечественной войны, вернулся в родную деревню, где работал в колхозе.
С января 1942 года проходил ускоренный курс обучения по специальности слесаря-сборщика в школе фабрично-заводского обучения № 4 Ижевска, окончив которую в июле того же года был направлен на работу на Ижевский мотозавод. Во время войны завод выпускал более 100 пулемётов «Максим» в сутки; Василий Иванович трудился на отделке их деталей и сборке замков, выполняя нормы выработки на 160—170 %, а с ростом квалификации — и на 220—250 %.
По окончании войны Ижевский мотозавод переквалифицировался на производство охотничьих ружей, впервые в стране освоил производство автомата АК-47, производил приборы управления зенитным огнём ПУАЗО, приборы для управления ракетами и различную аппаратуру для космической техники. Весомый вклад в создание этих изделий внёс и Василий Иванович Муравьёв, за что Указом Президиума Верховного Совета СССР от 20 июня 1958 года «в ознаменование 400-летия добровольного присоединения Удмуртии к России и за выдающиеся производственные достижения и большой вклад, внесённый в освоение и внедрение новых прогрессивных методов труда в промышленности Удмуртской АССР», Василию Ивановичу Муравьёву было присвоено звание Героя Социалистического Труда с вручением ордена Ленина и золотой медали «Серп и Молот».
В последующие годы работал с не менее высокой самоотдачей и энтузиазмом. Был награждён медалью «За доблестный труд. В ознаменование 100-летия со дня рождения Владимира Ильича Ленина», знаками «Ударник девятой пятилетки», «Победитель социалистического соревнования» 1973, 1974, 1975 и 1980 годов. Имя Василия Ивановича занесено в Почётную книгу трудовой славы и героизма Удмуртской АССР.
Помимо производства занимался также общественной и политической работой: был награждён знаком ВЦСПС и ЦК ВЛКСМ «Наставник молодёжи», избирался делегатом XXII съезда КПСС, депутатом Верховного Совета СССР 7-го и 8-го созывов, членом Удмуртского обкома КПСС, членом бюро промышленного обкома КПСС, депутатом Верховного Совета УАССР трёх созывов, членом президиума Удмуртского областного совета профсоюзов, Ижевского горкома КПСС.
Скончался 2 февраля 2004 года, был похоронен в Ижевске.